# Serie D
La Serie D es la cuarta categoría de fútbol en Italia, detrás de la Serie A, la Serie B y la Serie C, y es la máxima categoría de fútbol amateur de Italia. Es organizada por la Lega Nazionale Dilettanti (Liga Nacional Amateur).

## Sistema de competición
La liga regular de la Serie D comienza normalmente en septiembre y termina en junio. Está compuesta por 162 equipos en 9 grupos (gironi), de los que siete (B, D, E, F, G, H e I) incluyen 18 equipos cada uno y dos (A y C) 20 equipos cada uno. Los equipos de cada grupo se enfrentan todos contra todos en dos ocasiones, una en campo propio y otra en campo contrario. El equipo ganador de cada grupo ascenderá directo a la Serie C 2020-2021.
- Girone A – equipos de Liguria, Lombardía, Piamonte y Valle de Aosta.
- Girone B – equipos de Lombardía.
- Girone C – equipos de Friuli-Venecia Julia, Lombardía, Trentino-Alto Adigio y Véneto.
- Girone D – equipos de Emilia-Romaña, Toscana y Véneto.
- Girone E – equipos de Lacio, Toscana y Umbría.
- Girone F – equipos de Abruzos, Emilia-Romaña, Lacio, Marcas y Molise.
- Girone G – equipos de Campania, Cerdeña y Lacio.
- Girone H – equipos de Apulia, Basilicata y Campania.
- Girone I – equipos de Calabria, Campania y Sicilia.

El primero de cada grupo asciende directo a la Serie C (3.ª división). Además, al término de la temporada regular, se juegan los play-offs en los que participan los segundos, terceros, cuartos y quintos de cada grupo.
Los dos últimos clasificados de cada grupo descienden directo a la Eccellenza (5.ª división), mientras que los equipos clasificados del puesto 13.º al 16.º juegan una eliminatoria, con la que se determinan otros dos descensos por grupo.

## Scudetto Dilettanti
Los 9 campeones juegan para determinar el campeón y lograr el Scudetto Dilettanti.
La 1ª ronda divide los nueve equipos en tres grupos de tres equipos cada uno, donde cada equipo juega un único partido contra cada uno de sus otros dos oponentes. Los tres ganadores de grupo y el mejor segundo juegan las semifinales.
El primer Scudetto Dilettanti se jugó en la temporada 1952-1953, cuando la Serie D todavía se llamaba Serie IV (cuarta división). El campeonato fue suspendido de 1958-1959 a 1991-1992.

### Campeones
- 1952–53 – Catanzaro
- 1953–54 – Bari
- 1954–55 – Colleferro
- 1955–56 – Siena
- 1956–57 – Sarom Ravenna
- 1957–58 – Cosenza, Ozo Mantova y Spezia (ex aequo)
- 1958–59 – Cascina
- 1959–60 a 1961–62 – Título asignado a los grupos ganadores de Prima Categoria
- 1962–63 a 1991–92 – Título no asignado
- 1992–93 – Eurobuilding Crevalcore
- 1993–94 – Pro Vercelli
- 1994–95 – Taranto
- 1995–96 – Castel San Pietro1
- 1996–97 – Biellese
- 1997–98 – Giugliano
- 1998–99 – Lanciano
- 1999–2000 – Sangiovannese
- 2000–01 – Palmese
- 2001–02 – Olbia
- 2002–03 – Cavese
- 2003–04 – Massese
- 2004–05 – Bassano Virtus
- 2005–06 – Paganese
- 2006–07 – Tempio1
- 2007–08 – Aversa Normanna
- 2008–09 – Pro Vasto
- 2009–10 – Montichiari
- 2010–11 – Cuneo
- 2011–12 – Venezia
- 2012–13 – Ischia
- 2013–14 – Pordenone
- 2014–15 – Robur Siena
- 2015–16 – Viterbese
- 2016–17 – Monza
- 2017–18 – Pro Patria
- 2018–19 – Avellino
- 2019-20 – no asignado 2
- 2020-21 – no asignado 2
- 2021–22 – Recanatese
- 2022–23 – Sestri Levante
- 2023–24 – Alcione
- 2024–25 – Livorno

1: Sucesivamente no admitido en la Serie C2.
2: Debido al COVID-19

## Equipos 2025-26

### Girone A
| Club               | Ciudad                       | Región    |
| ------------------ | ---------------------------- | --------- |
| Asti Calcio FC     | Asti                         | Piamonte  |
| ASD Biellese 1902  | Biella                       | Piamonte  |
| ASD Cairese        | Cairo Montenotte             | Liguria   |
| Celle Varazze FBC  | Celle Ligure                 | Liguria   |
| ASD Chisola Calcio | Vinovo                       | Piamonte  |
| Club Milano        | Milán                        | Lombardía |
| Derthona FC 1908   | Tortona                      | Piamonte  |
| AC Gozzano         | Gozzano                      | Piamonte  |
| ASD Imperia        | Imperia                      | Liguria   |
| Lavagnese 1919     | Lavagna                      | Liguria   |
| SCD Ligorna        | Génova                       | Liguria   |
| SSD NovaRomentin   | Cerano, Galliate y Romentino | Piamonte  |
| ACSD Saluzzo       | Saluzzo                      | Piamonte  |
| Sanremese Calcio   | San Remo                     | Liguria   |
| US Sestri Levante  | Sestri Levante               | Liguria   |
| Vado FC            | Vado Ligure                  | Liguria   |
| Valenzana Mado SSD | Valenza                      | Piamonte  |
| Varese FC          | Varese                       | Lombardía |

### Girone B
| Club                      | Ciudad                     | Región    |
| ------------------------- | -------------------------- | --------- |
| USD Breno                 | Breno                      | Lombardía |
| Calcio Brusaporto         | Brusaporto                 | Lombardía |
| Calcio Caldiero Terme     | Caldiero                   | Véneto    |
| USD Casatese Merate       | Casatenovo                 | Lombardía |
| U.S.D. Castellanzese      | Castellanza                | Piamonte  |
| AC ChievoVerona           | Verona                     | Véneto    |
| US Folgore Caratese       | Carate Brianza             | Lombardía |
| AC Leon                   | Lesmo y Vimercate          | Lombardía |
| Milan Futuro              | Milán                      | Lombardía |
| ASD Oltrepo               | Broni                      | Lombardía |
| Pavia Calcio              | Pavía                      | Lombardía |
| Real Calepina             | Telgate                    | Lombardía |
| USD Scanzorosciate Calcio | Scanzorosciate             | Lombardía |
| Sondrio Calcio            | Sondrio                    | Lombardía |
| Varesina Sport            | Venegono Superiore         | Lombardía |
| ASD Villa Valle           | Villa d'Almè               | Lombardía |
| Virtus CiseranoBergamo    | Alzano Lombardo y Ciserano | Lombardía |
| AVC Vogherese 1919        | Voghera                    | Lombardía |

### Girone C
| Club                          | Ciudad                         | Región               |
| ----------------------------- | ------------------------------ | -------------------- |
| US Adriese                    | Adria                          | Véneto               |
| FC Bassano                    | Bassano del Grappa             | Véneto               |
| ASD Brian Lignano             | Lignano Sabbiadoro             | Friul-Venecia Julia  |
| FC Calvi Noale                | Noale                          | Véneto               |
| ACD Campodarsego              | Campodarsego                   | Véneto               |
| Cjarlins Muzane               | Carlino y Muzzana del Turgnano | Friul-Venecia Julia  |
| Conegliano 1907               | Conegliano                     | Véneto               |
| AC Este                       | Este                           | Véneto               |
| FC Legnago Salus              | Legnago                        | Véneto               |
| Luparense FC                  | San Martino di Lupari          | Véneto               |
| AC Mestre                     | Mestre                         | Véneto               |
| FC Obermais                   | Merano                         | Trentino-Alto Adigio |
| Portogruaro Calcio            | Portogruaro                    | Véneto               |
| ASD San Luigi Calcio          | Trieste                        | Friul-Venecia Julia  |
| Treviso FC                    | Treviso                        | Véneto               |
| Union Clodiense Chioggia FC   | Chioggia                       | Véneto               |
| SSD Unione La Rocca Altavilla | Altavilla Vicentina            | Véneto               |
| AC Vigasio                    | Vigasio                        | Véneto               |

### Girone D
| Club                           | Ciudad                       | Región        |
| ------------------------------ | ---------------------------- | ------------- |
| Cittadella Vis Modena          | Módena                       | Emilia-Romaña |
| Correggese Calcio 1948         | Correggio                    | Emilia-Romaña |
| AC Crema 1908                  | Crema                        | Lombardía     |
| Calcio Desenzano               | Desenzano del Garda          | Lombardía     |
| Imolese Calcio                 | Imola                        | Emilia-Romaña |
| Lentigione Calcio              | Lentigione de Brescello      | Emilia-Romaña |
| Pro Palazzolo                  | Palazzolo sull'Oglio         | Lombardía     |
| Piacenza Calcio 1919           | Piacenza                     | Emilia-Romaña |
| Pistoiese FC                   | Pistoya                      | Toscana       |
| Pro Sesto                      | Sesto San Giovanni           | Lombardía     |
| SCD Progresso Calcio           | Castel Maggiore              | Emilia-Romaña |
| Rovato Vertovese SSD           | Rovato                       | Lombardía     |
| FC Sangiuliano City            | San Giuliano Milanese        | Lombardía     |
| ASD Sant'Angelo                | Sant'Angelo Lodigiano        | Lombardía     |
| ASD Sasso Marconi              | Sasso Marconi                | Emilia-Romaña |
| CS Trevigliese                 | Treviglio                    | Lombardía     |
| ASD Tropical Coriano           | Coriano                      | Emilia-Romaña |
| AC Tuttocuoio 1957 San Miniato | Ponte a Egola di San Miniato | Toscana       |

### Girone E
| Club                         | Ciudad                                        | Región  |
| ---------------------------- | --------------------------------------------- | ------- |
| Polisportiva Camaiore Calcio | Camaiore                                      | Toscana |
| ASD Cannara                  | Cannara                                       | Umbría  |
| Foligno Calcio               | Foligno                                       | Umbría  |
| US Follonica Gavorrano       | Follonica                                     | Toscana |
| GSD Ghiviborgo               | Ghivizzano                                    | Toscana |
| US Grosseto                  | Grosseto                                      | Toscana |
| Aquila 1902 Montevarchi      | Montevarchi                                   | Toscana |
| Orvietana Calcio             | Orvieto                                       | Umbría  |
| US Poggibonsi                | Poggibonsi                                    | Toscana |
| AC Prato                     | Prato                                         | Toscana |
| San Donato Tavarnelle        | San Donato in Poggio y Tavarnelle Val di Pesa | Toscana |
| FC Scandicci 1908            | Scandicci                                     | Toscana |
| ASD Seravezza                | Seravezza                                     | Toscana |
| Siena FC                     | Siena                                         | Toscana |
| Tau Altopascio               | Altopascio                                    | Toscana |
| Terranuova Traiana           | Terranuova Bracciolini                        | Toscana |
| SC Trestina                  | Trestina de Città di Castello                 | Umbría  |
| Vivi Altotevere Sansepolcro  | Sansepolcro                                   | Toscana |

### Girone F
| Club                   | Ciudad            | Región        |
| ---------------------- | ----------------- | ------------- |
| Ancona ASD             | Ancona            | Marcas        |
| Atletico Ascoli        | Ascoli Piceno     | Marcas        |
| SGSD Castelfidardo     | Castelfidardo     | Marcas        |
| Chieti FC              | Chieti            | Abruzos       |
| FC Fossombrone         | Fossombrone       | Marcas        |
| Giulianova Calcio 1924 | Giulianova        | Abruzos       |
| L'Aquila 1927          | L'Aquila          | Abruzos       |
| SS Maceratese 1922     | Macerata          | Marcas        |
| Notaresco Calcio       | Notaresco         | Abruzos       |
| AS Ostia Mare          | Roma              | Lacio         |
| US Recanatese          | Recanati          | Marcas        |
| AC Sammaurese          | San Mauro Pascoli | Emilia-Romaña |
| San Marino Calcio      | Serravalle        | San Marino    |
| Sora Calcio 1907       | Sora              | Lacio         |
| Città di Teramo 1913   | Teramo            | Abruzos       |
| Termoli Calcio         | Termoli           | Molise        |
| UniPomezia Virtus      | Pomezia           | Lacio         |
| US Vigor Senigallia    | Senigallia        | Marcas        |

### Girone G
| Club                       | Ciudad            | Región   |
| -------------------------- | ----------------- | -------- |
| SSD Albalonga              | Albano Laziale    | Lacio    |
| Anzio Calcio 1924          | Anzio             | Lacio    |
| Atletico Lodigiani         | Roma              | Lacio    |
| PC Budoni                  | Budoni            | Cerdeña  |
| Cassino Calcio             | Cassino           | Lacio    |
| COS Sarrabus Ogliastra     | Tertenia          | Cerdeña  |
| Calcio Flaminia            | Civita Castellana | Lacio    |
| Ischia Calcio              | Isquia            | Campania |
| Sassari Calcio Latte Dolce | Sassari           | Cerdeña  |
| ASD Monastir 1983          | Monastir          | Cerdeña  |
| Montespaccato Calcio       | Roma              | Lacio    |
| Nocerina Calcio 1910       | Nocera Inferiore  | Campania |
| Olbia Calcio 1905          | Olbia             | Cerdeña  |
| Palmese 1914               | Palma Campania    | Campania |
| Real Monterotondo Scalo    | Monterotondo      | Lacio    |
| Scafatese FC               | Scafati           | Campania |
| Trastevere Calcio          | Roma              | Lacio    |
| SSD Valmontone 1921        | Valmontone        | Lacio    |

### Girone H
| Club                      | Ciudad               | Región     |
| ------------------------- | -------------------- | ---------- |
| Real Acerrana 1926        | Acerra               | Campania   |
| Afragolese 1944           | Afragola             | Campania   |
| Barletta 1922             | Barletta             | Apulia     |
| Città di Fasano           | Fasano               | Apulia     |
| ASD Ferrandina 17890      | Ferrandina           | Basilicata |
| Fidelis Andria 2018       | Andría               | Apulia     |
| FC Francavilla            | Francavilla in Sinni | Basilicata |
| FBC Gravina               | Gravina in Puglia    | Apulia     |
| ASD Heraclea Calcio       | Candela              | Apulia     |
| Manfredonia Calcio 1932   | Manfredonia          | Apulia     |
| Martina Calcio            | Martina Franca       | Apulia     |
| AC Nardò                  | Nardò                | Apulia     |
| Nola 1925 SSD             | Nola                 | Campania   |
| Paganese Calcio           | Pagani               | Campania   |
| FC Pompei                 | Pompeya              | Campania   |
| Real Normanna             | Aversa               | Campania   |
| Sarnese 1926              | Sarno                | Campania   |
| Virtus Francavilla Calcio | Francavilla Fontana  | Apulia     |

### Girone I
| Club                                 | Ciudad                    | Región   |
| ------------------------------------ | ------------------------- | -------- |
| ASD Acireale                         | Acireale                  | Sicilia  |
| Athletic Club Palermo                | Palermo                   | Sicilia  |
| CastrumFavara                        | Favara                    | Sicilia  |
| Enna Calcio                          | Enna                      | Sicilia  |
| ASD Città di Gela                    | Gela                      | Sicilia  |
| Gelbison Cilento Vallo della Lucania | Vallo della Lucania       | Campania |
| Igea Virtus                          | Barcellona Pozzo di Gotto | Sicilia  |
| ACR Messina                          | Mesina                    | Sicilia  |
| SS Milazzo                           | Milazzo                   | Sicilia  |
| Nissa FC                             | Caltanissetta             | Sicilia  |
| Paternò Calcio                       | Paternò                   | Sicilia  |
| Ragusa Calcio                        | Ragusa                    | Sicilia  |
| Reggina 1914                         | Regio de Calabria         | Calabria |
| AS Sambiase                          | Lamezia Terme             | Calabria |
| Sancataldese Calcio                  | San Cataldo               | Sicilia  |
| Savoia 1908                          | Torre Annunziata          | Campania |
| US Vibonese                          | Vibo Valentia             | Calabria |
| Vigor Lamezia Calcio 1919            | Lamezia Terme             | Calabria |